# 計時碼錶
計時馬錶，或稱馬錶（英語：chronograph），是一種有計時功能的手錶，是將秒錶的功能結合於手錶之中。計時碼錶於1720年由英國人乔治·格雷厄姆發明。

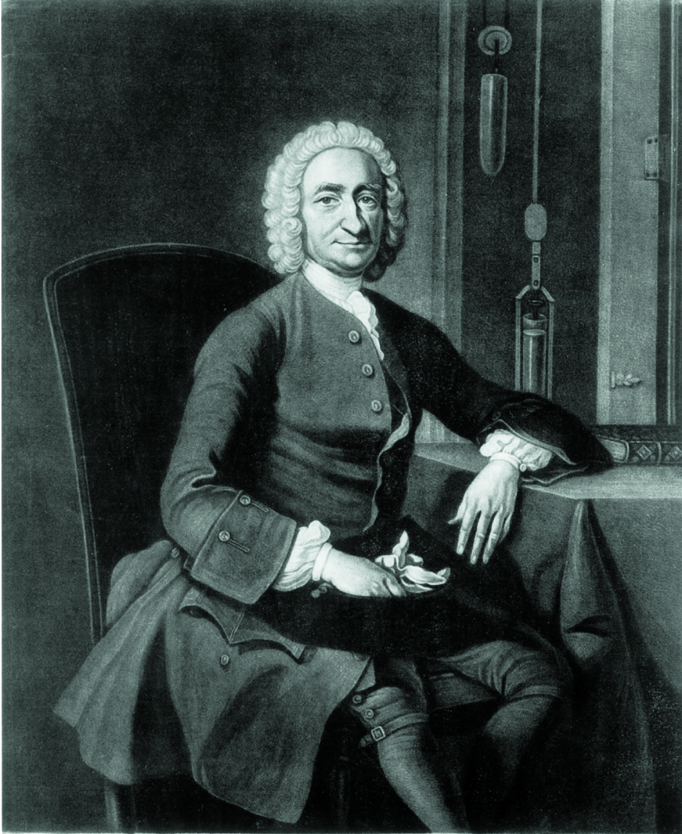
格雷厄姆肖像

無論是機械手錶，石英手錶，甚至LCD顯示數位錶，都有計時碼錶的產品。LCD數位手錶的價錢是三者中最低，但計時功能卻是最為精確，精度可達百分之一秒或千分之一秒。石英的計時碼錶價錢較貴，精度多數為十分之一秒 。而機械計時碼錶的精度是最差，只能以秒計算，但由於機芯結構複雜，因此價錢最為昂貴。